# Justyna Święs
Justyna Janina Święs (ur. 16 kwietnia 1997 w Zabrzu) – polska wokalistka, autorka tekstów i piosenek oraz aktorka. Znana przede wszystkim z występów w duecie The Dumplings. W 2015 wraz z Kubą Karasiem otrzymała nagrodę polskiego przemysłu fonograficznego Fryderyka w kategorii Fonograficzny debiut roku. Jest córką aktorów Barbary Lubos i Artura Święsa. Ukończyła szkołę muzyczną w zakresie śpiewu. W 2019 współprowadziła audycję „Dziewczyny grają” w radiowej Czwórce.

## Dyskografia
Single
| Fisz, Emade, Tworzywo – „Pył” (gościnnie: Justyna Święs)          | 2014 | 1  | Mamut            |
| Rysy – „Ego” (gościnnie: Justyna Święs)                           | 2015 | –  | Traveler         |
| Rysy – "Ego (Hatti Vatti Remix)” (gościnnie: Justyna Święs)       | 2016 | –  | –                |
| Wojtek Mazolewski – „Organizmy piękne” (gościnnie: Justyna Święs) | 2016 | –– | Chaos pełen idei |
| Urbanski – „ULTRAVIOLET” (gościnnie: Justyna Święs)               | 2017 | –– | ––               |
| Ten Typ Mes – „Odporność” (gościnnie: Justyna Święs)              | 2018 | –– | Rapersampler     |
| „–” singel nie był notowany.                                      |      |    |                  |

Inne notowane utwory
| Tytuł                                                          | Rok  | Pozycja na liście | Album          |
| Tytuł                                                          | Rok  | LP3               | Album          |
| -------------------------------------------------------------- | ---- | ----------------- | -------------- |
| Fisz, Emade, Tworzywo – „Ślady” (gościnnie: Justyna Święs)     | 2014 | 1                 | Mamut          |
| Rysy – „Przyjmij brak” (gościnnie: Justyna Święs, Piotr Zioła) | 2015 | 7                 | Traveler       |
| Czerwona sukienka                                              | 2018 | 16                | Albo Inaczej 2 |
| Dwie krople                                                    | 2020 | 32                | Herbert 3.0    |

Inne
| Album                                     | Rok  | Uwagi                                                                                                   | Źródło |
| ----------------------------------------- | ---- | --- | ------ |
| Fisz, Emade, Tworzywo – Mamut             | 2014 | śpiew w utworach „Pył”, „Ślady” i „Wróć”                                                                | [ 11 ] |
| Sonar Soul – Trip To A                    | 2014 | śpiew w utworze „The Dive”                                                                              | [ 12 ] |
| Małe Miasta – Koń                         | 2015 | śpiew w utworze „Pierdol To”                                                                            | [ 13 ] |
| Rysy – Traveler                           | 2015 | śpiew w utworach „Shimmer”, „I Will Fly”, „New Order”, „Night Sleep”, „Undone”, „Ego” i „Przyjmij brak” | [ 14 ] |
| Tymin & Peus – Setka sekta                | 2015 | śpiew w utworach „Golden Mean” i „Potrzebujemy snu”                                                     | [ 15 ] |
| Voo Voo – Placówka ’44                    | 2015 | śpiew w utworach „Dziś idę walczyć, mamo” i „Do szturmu”                                                | [ 16 ] |
| Wojtek Mazolewski Quintet – Polka Remixed | 2016 | śpiew w utworze „Paris (Rysy Remix)”                                                                    | [ 17 ] |
| Flirtini – Heartbreaks & Promises Vol. 3  | 2016 | śpiew w utworze „Gabriel”                                                                               | [ 18 ] |

## Filmografia
| Tytuł                      | Rok  | Rola                            | Uwagi                                                               | Źródło        |
| -------------------------- | ---- | ------------------------------- | ------------------------------------------------------------------- | ------------- |
| „Ostatnia szychta”         | 2007 |                                 | Film dokumentalny – fabularyzowany; reżyseria: Radosław Dunaszewski | [ 19 ]        |
| "Drzazgi”                  | 2009 | jako siostra Roberta            | film fabularny, reżyseria: Maciej Pieprzyca                         | [ 19 ]        |
| „Zgorszenie publiczne”     | 2009 | jako Isaura                     | film fabularny, reżyseria: Maciej Prykowski                         | [ 19 ]        |
| "Ewa”                      | 2010 | jako Mirela                     | film fabularny, reżyseria: Ingmar Villqist, Adam Sikora             | [ 19 ] [ 20 ] |
| „Miłość w mieście ogrodów” | 2017 | jako Agnieszka, dziewczyna Olka | film fabularny, reżyseria: Ingmar Villqist, Adam Sikora             | [ 19 ]        |
| „Piosenki o miłości”       | 2021 | jako Alicja                     | film fabularny, reżyseria i scenariusz: Tomasz Habowski             | [ 19 ]        |